# Óniró mou
Chansons représentant la Grèce au Concours Eurovision de la chanson
This Is Love
(2017) Better Love
(2019)
Óniró mou (en alphabet grec : Όνειρό μου, en français « Mon rêve ») est une chanson interprétée par la chanteuse grecque Yiánna Terzí. Elle est sortie le 15 février 2018 en téléchargement numérique et CD single. C'est la chanson qui représente la Grèce au Concours Eurovision de la chanson 2018 à Lisbonne au Portugal. Elle est intégralement interprétée en grec moderne.

## Concours Eurovision de la chanson

### Sélection
La chanson est sélectionnée en interne par le diffuseur ERT pour représenter la Grèce à l'Eurovision 2018, choix annoncé le 16 février 2018.

### À Lisbonne
Lors de la première demi-finale, Yiánna Terzí interprète Óniró mou en quatorzième position, suivant Nobody but You de l'Autriche et précédant Monsters de la Finlande. Elle termine à la 14e place avec 81 points, un total insuffisant pour se qualifier en finale.

## Liste des pistes
| 1. | Óniró mou | 3:04 |

| 1. | Óniró mou | 3:04 |